# Gaál István (matematikus)
Gaál István (Debrecen, 1960. december 17. –) magyar matematikus, egyetemi tanár. A matematikai tudományok kandidátusa (1990), a Magyar Tudományos Akadémia doktora (2003).

## Életpályája
1975–1979 között a debreceni Fazekas Mihály Gimnázium speciális matematika tagozatán tanult. 1979–1984 között a Kossuth Lajos Tudományegyetem Természettudományi Kar matematikus szakos hallgatója volt. 1984–1987 között a Kossuth Lajos Tudományegyetem Természettudományi Kar algebra és számelméleti tanszékén TMB-ösztöndíjas volt. 1987-ben a Kossuth Lajos Tudományegyetem tanársegéde, 1990-ben adjunktusa lett. 1993–1998 között a Matematikai és Informatikai Intézet igazgató-helyettese volt. 1993–2004 között a Debreceni Egyetem docense volt. 1995-ben PhD fokozatot szerzett a Kossuth Lajos Tudományegyetemen. 1998-ban habitált. 1998–2004 között a Természettudományi Kar oktatási dékánhelyettese volt. 2004 óta a Debreceni Egyetem egyetemi tanára, a Tudományegyetemi Karok (TEK) oktatási és tanárképzési elnökhelyettese. 2005–2016 között tanszékvezető egyetemi tanár volt a Debreceni Egyetemen. 2014–2015 között a Debreceni Egyetem rektorhelyettese volt.
Kutatási területe: konstruktív módszerek diofantikus egyenletek megoldására.

## Családja
Szülei: Gaál István és Pap Enikő voltak. 1989-ben házasságot kötött Végvári Gabriellával. Két lányuk született: Zsuzsanna (1990) és Szilvia (1993).

## Művei
- Diophantine Equations and Power Integral Bases

## Díjai
- Rényi Kató-emlékdíj (1984)[7]
- Grünwald Géza-emlékdíj (1988)[7]
- Humboldt-ösztöndíj (Düsseldorf, 1991-1993)
- Akadémiai díj (1992)[7]
- Széchenyi professzor-ösztöndíj (1998-2001)
- Debreceni Egyetem Tanárképzéséért-díj (2020)[8]